# Soja Lissowska-Nyschankiwska

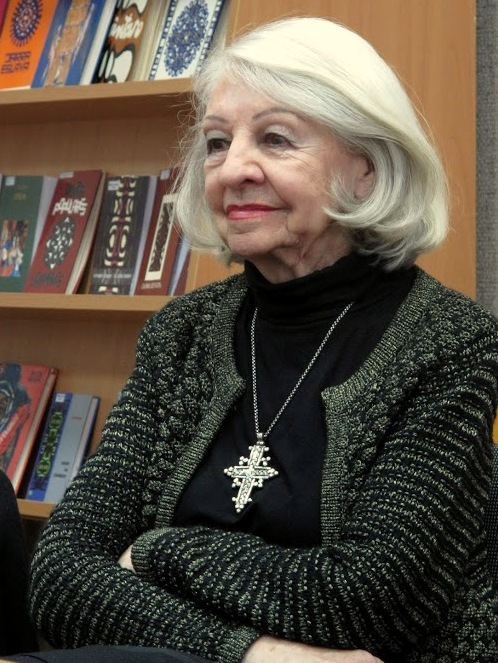
Soja Lissowska-Nyschankiwska, 2013

Soja Robertiwna Lissowska-Nyschankiwska (auch Zoya Lisowska; ukrainisch Зоя Робертівна Лісовська-Нижанківська; * 14. April 1927 in Lwiw) ist eine ukrainische Malerin und Kulturschaffende.

## Leben und Wirken
Lissowska-Nyschankiwska ist die Tochter des Malers Robert Lisovsky und der ersten ukrainischen Komponistin Stefanija Turkewytsch. In den Schulferien schickten Lissowska-Nyschankiwskas Eltern sie zu Freunden in die Huzulen-Region, wo sie sich mit Wira Wowk anfreundete, die später als Schriftstellerin bekannt wurde. Als der Zweite Weltkrieg ausbrach, floh Lissowska-Nyschankiwska mit Wowks Familie vor der drohenden Verhaftung durch die sowjetischen Behörden nach Deutschland.
1951 schloss Lissowska-Nyschankiwska ihr Studium an der Londoner Polytechnic School of Art ab. Ihre Abschlussarbeit bestand aus einem Album mit Illustrationen über die Huzulen-Region mit Kommentaren. Sie setzte ihr Kunststudium in Rom fort, dort lernte sie ihren zukünftigen Ehemann, den Sänger Oleh Nyschankiwskyj (1924–2003), kennen. 1955 ließ sich das Paar in Genf nieder und bekam Tochter und einen Sohn.
Lissowska-Nyschankiwska unterrichtete Malerei und Zeichnen, schuf Gemälde (Gouache-Landschaften, Porträts und andere Kompositionen), Fresken, Glasmalerei, Mosaike, Emaillen, Keramiken, Skulpturen, Lithografien und Holzschnitte. Einzelausstellungen ihrer Werke fanden in München (1957), Genf (1960), Rio de Janeiro (1961), New York City (1964, 1970), Toronto (1964, 1984) und Chicago (1974) statt. Sie illustrierte Schatten vergessener Ahnen von Mychajlo Kozjubynskyj und das Waldlied von Lessja Ukrajinka.
Das 1979 erschienene Album Meander, das auch Gedichte von Wira Wowk enthält, fasst die Werke der Künstlerin aus 20 Jahren zusammen.
Neben ihrer künstlerischen Tätigkeit engagierte sich Lissowska-Nyschankiwska aktiv in der Öffentlichkeit und vertrat zehn Jahre lang den Weltverband der ukrainischen Frauenorganisationen bei der UNO.